# U-548
U-548 — немецкая подводная лодка типа IXC/40, времён Второй мировой войны.
Заказ на постройку субмарины был отдан 5 июня 1941 года. Лодка была заложена на верфи судостроительной компании «Дойче Верфт АГ» в Гамбурге 4 сентября 1942 года под строительным номером 369, спущена на воду 14 апреля 1943 года, 30 июня 1943 года под командованием оберлейтенанта Эберхарда Циммерманна вошла в состав учебной 4-й флотилии. 1 апреля 1944 года вошла в состав 2-й флотилии. 1 октября 1944 года вошла в состав 33-й флотилии. Лодка совершила 4 боевых похода, потопила эскортный эсминец HMCS Valleyfield (K 329) (1 445 т). 19 апреля 1945 года лодка была потоплена в Северной Атлантике, к юго-востоку от Галифакса (Канада), в районе с координатами 42°19′ с. ш. 61°45′ з. д. глубинными бомбами с американских эсминцев USS Reuben James (DE 153) и USS Buckley (DE 51). Все 58 членов экипажа погибли. До января 1990 года историки считали, что U-548 была потоплена 30 апреля 1945 года в районе с координатами 36°34′ с. ш. 74°00′ з. д. глубинными бомбами с американских эсминцев. На самом деле в результате той атаки погибла U-879. U-548 была оснащена шноркелем.